# Nelson Imasuen
Nelson Imasuen (* 10. Oktober 1997 in Berlin) ist ein deutscher American-Football-Spieler auf der Position des Defensive Ends.

## Werdegang
Imasuen begann 2007 bei den Berlin Bears mit dem Flag Football und spielte ab 2010 Tackle Football. 2012 wurde er erstmals in die berlin-brandenburgische Landesjugendauswahl Big East berufen. Zur Saison 2013 wechselte Imasuen in die U16-Mannschaft der Berlin Adler. Ab 2016 lief er zwei Jahre für das Royal Imperial Collegiate of Canada in St. Catharines auf. In der GFL-Saison 2017 debütierte Imasuen bei den Berlin Adlern auf Herrenebene.  In sechs Spielen verzeichnete er 23 Tackles und einen Sack.
Zur GFL-Saison 2018 schloss sich Imasuen den Berlin Rebels an. In seinem zweiten Jahr bei den Rebels gelangen ihm 73 Tackles, darunter 15 Tackles für Raumverlust und acht Sacks. Zudem forcierte er drei Fumbles und wehrte drei Pässe ab. Im Oktober 2019 wurde er zum NFL International Combine nach Köln eingeladen. Im Januar 2020 nahm er am CFL-AFVD-Combine in Frankfurt am Main teil.
Zur Premierensaison der European League of Football 2021 wurde Imasuen von den Hamburg Sea Devils verpflichtet. Unter Headcoach Andreas Nommensen und Defensive Coordinator Kendral Ellison kam er in der Rotation zu viel Einsatzzeit. In insgesamt zehn Spielen erzielte er 27 Tackles, sechseinhalb Sacks, zwei Pass-Break-ups und zwei Fumble Rercoveries. Mit den Sea Devils gewann er die Nord-Division und erreichte das Finale, welches jedoch knapp mit 30:32 gegen die Frankfurt Galaxy verloren ging. Im Januar 2022 wurde Imasuen in den erweiterten Kader der deutschen Nationalmannschaft berufen und von den Sea Devils mit einer Vertragsverlängerung für die Saison 2022 ausgestattet. Imasuen trug mit 31 Tackles und zweieinhalb Sacks zum Conference-Titel und dem Einzug in die Playoffs bei. Die Sea Devils erreichten erneut das Finale, welches sie gegen die Vienna Vikings verloren. Für die Saison 2023 unterschrieb Imasuen bei den Hamburg Sea Devils einen weiteren Vertrag.
Am 3. Oktober 2024 wurde bekanntgegeben, dass Imasuen neben seiner Tätigkeit in der ELF, des Weiteren unter seinem ehemaligen Special Teams-Coach Florian Voss bei den Hamburg Blue Devils als Trainer für die Defense Line arbeiten würde.

## Ausbildung
Imasuen studierte an der IST-Hochschule für Management im Bachelor Gesundheit und Sport/Fitness.